# Greg Davis (Politiker, 1962)
Greg Davis (* 1962 in Campbellton) ist ein kanadischer Politiker und ehemaliges Mitglied der Legislativversammlung von New Brunswick.

## Leben
Davis wurde im kanadischen Campbellton geboren, wo er die zweisprachige Sugarloaf Senior High School besuchte. Im Anschluss studierte er an der St. Thomas Universität (STU) in Fredericton, die er mit einem Bachelor of Arts (B.A.) abschloss.
Nach seiner Ausbildung arbeitete er als Immobilienmakler im Bereich Wohn- und Gewerbeimmobilien.

## Karriere
Davis ist Mitglied der Progressive Conservative Party von Neubraunschweig, einer Mitte-rechts-Partei in Tradition der konservativen Red-Tory-Bewegung. Bis zu seiner Wahl in die Legislativversammlung im Jahr 2010 war Davis stellvertretender Bürgermeister seiner Heimatstadt Campbellton und für die Ressorts Finanzen und Wirtschaftsentwicklung zuständig.
Während der Canada Games 2003 war er für Restigouche und die Region Chaleur ehrenamtlich als stellvertretender Vorsitzender des Organisationskomitees tätig.
Davis wurde am 27. September 2010 während der 37. Parlamentswahlen von Neubraunschweig mit 55,2 Prozent der Stimmen in die 57. Legislativversammlung von New Brunswick (engl. Legislative Assembly of New Brunswick, frz. Assemblée législative du Nouveau-Brunswick) gewählt, die die Legislative der kanadischen Seeprovinz darstellt und in Fredericton tagt. Er folgte Roy Boudreau und vertrat von 2010 bis 2014 den Wahlkreis (kanad. riding) Campbellton-Restigouche Centre; er wurde von René Arseneault abgelöst.